# Storia militare dell'Africa (1800-1900)

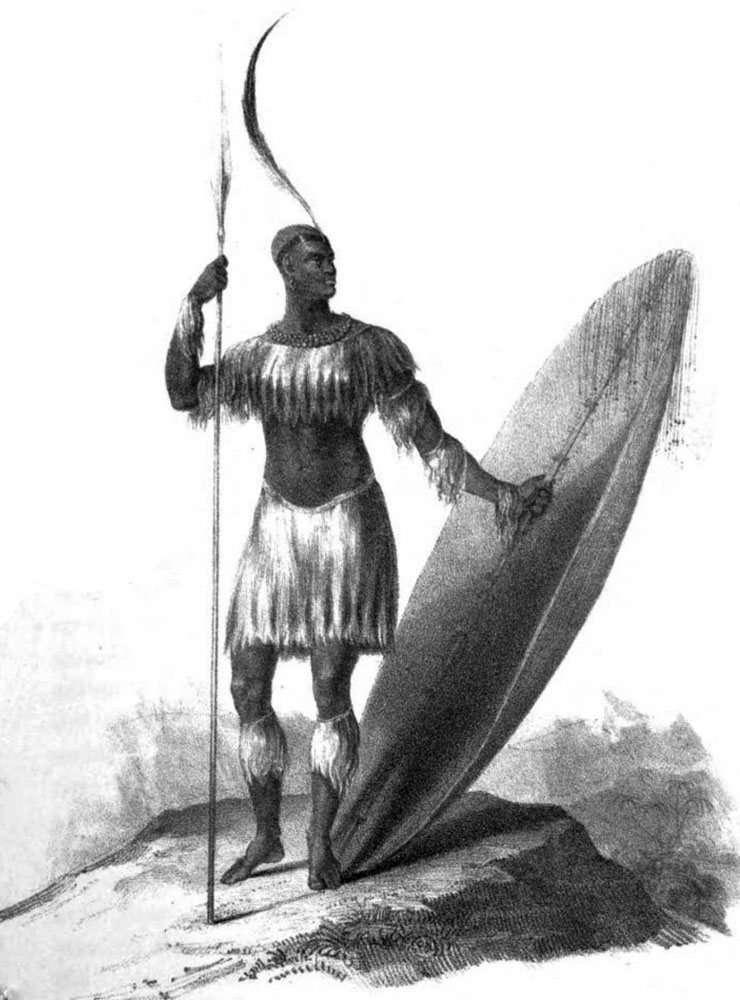
Il XIX secolo portò uno sviluppo significativo dei sistemi militari africani. Le armi da fuoco assunsero un ruolo più dominante sul campo di battaglia, mentre la neonata potenza militare degli Zulu evitò le armi moderne a favore della carica di fanti armati di lancia. Entrambi gli approcci ebbero effetti importanti.

La Storia militare dell'Africa (1800-1900) è caratterizzata da un'importante evoluzione sia tecnologica, sia tattico-strategica con enfasi sul ruolo giocato dagli stati e dai popoli indigeni. nel seguito sono trattati solo i principali sistemi e le principali innovazioni militari e il loro sviluppo dopo il 1800. Per gli eventi precedenti al 1800, si rimanda alla Storia militare dell'Africa (pre-1800), mentre per quelli successivi al 1900 si rimanda alla Storia militare dell'Africa (post 1900). Per una visione generale della storia militare dell'Africa per regione, si rimanda alla Storia militare dell'Africa. Per i dettagli sulle attività post-1800 si rimanda infine alle voci sulle singole battaglie, sui singoli imperi e/o sui vari leader.

## Premesse: l'Africa nel XIX secolo

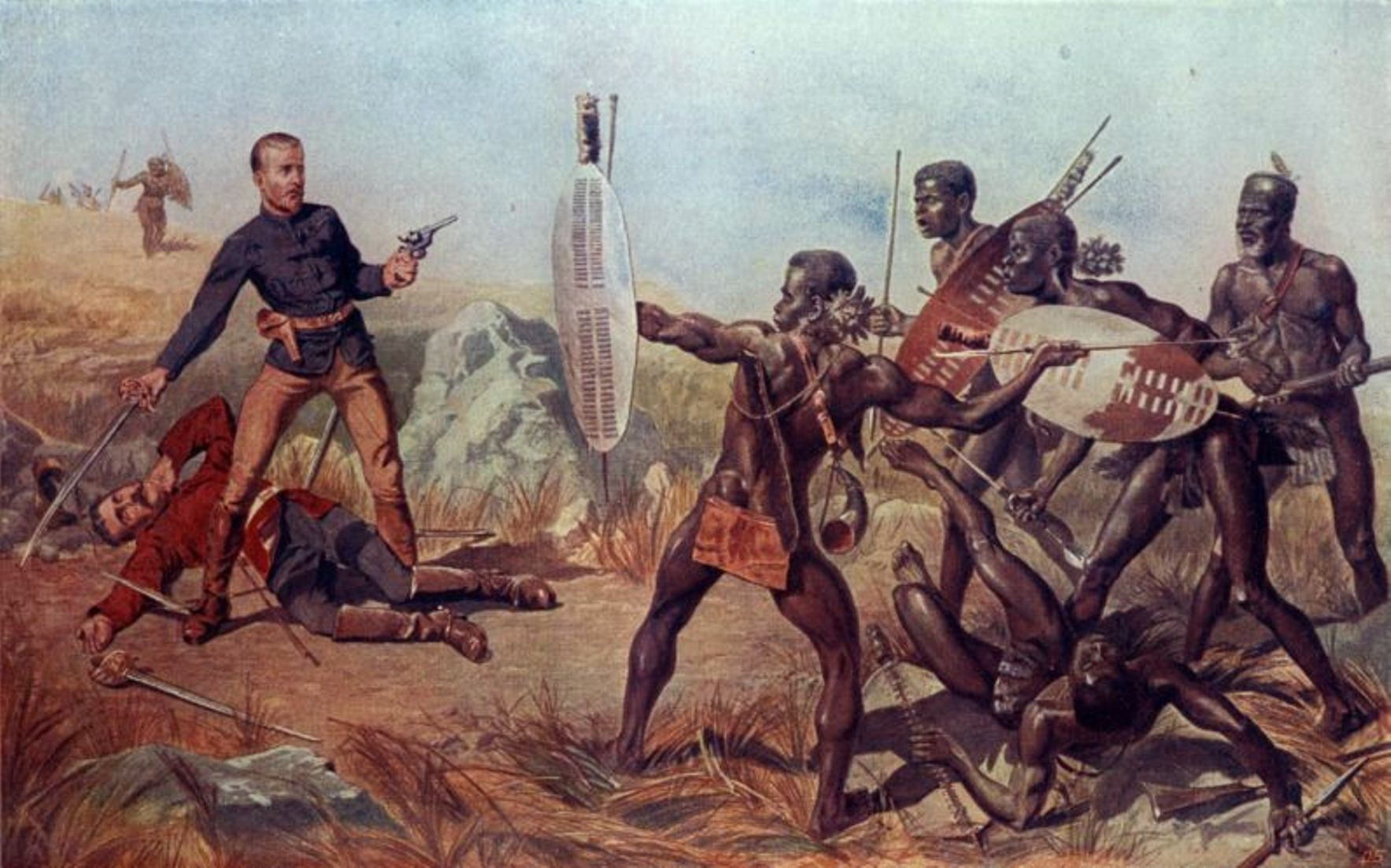
Dipinto di C.E. Fripp raffigurante i tenenti Melvill e Coghill in lotta contro gli Zulu nella battaglia di Isandlwana.

### Influenze significative
Dal principio del XIX secolo, diversi fattori hanno impattato significativamente sull'evoluzione dei sistemi militari africani, facendone un periodo d'intensa trasformazione del Continente Nero. Alcuni di questi furono:
- l'ascesa del regno Zulu sotto Shaka che ha creato un cambiamento significativo - dalla parte meridionale del continente, fino all'Africa orientale e centrale;
- le Jihād dei Fulani nell'Africa occidentale che causarono una trasformazione sostanziale in quella regione nella cintura degli stati sudanesi;
- il crescente volume di armi da fuoco distribuite nel continente;
- la crescita del commercio tra l'Africa e altre parti del mondo, compresa la soppressione e la sostituzione della tratta degli schiavi con altri commerci;
- l'esplosione dell'interesse europeo in Africa, culminata in invasioni, insediamenti e acquisizioni di imperi coloniali in diverse parti del continente (v.si la c.d. "Spartizione dell'Africa").

Tutti questi fattori era già in atto da alcuni secoli ma nell'Ottocento s'intensificarono, accelerando il processo evolutivo dei sistemi militari africani. Parimenti, permasero variabili ambientali già riscontrare nei secoli passati che impattarono sullo sviluppo dei sistemi militari quali:
- densità di popolazione relativamente basse che hanno ridotto le forze per il combattimento;
- suoli poveri (in particolare nelle aree forestali tropicali) e bassa produttività delle colture;
- vettori portatori di malattie che hanno ostacolato il dispiegamento di sistemi d'arma come la cavalleria e le forze di fanteria indebolite in molte regioni;
- mancanza di buoni porti costieri e fiumi navigabili che ostacolarono la logistica su larga scala.

La bassa densità abitativa implicava che grandi forze armate non potevano essere radunate né mantenute per lungo tempo. Gli Zulu, ad esempio, potevano schierare circa 50.000 guerrieri, un numero impressionante per gli standard regionali, ma questa era l'intera forza armata della nazione, mentre le nazioni europee più popolose durante le guerre napoleoniche avevano regolarmente schierato simili effettivi nelle singole battaglie! La frammentazione politica ostacolava del pari la costituzione di grandi eserciti e rendeva le tribù africane, tra loro divise, facilmente sconfiggibili da invasori stranieri che operarono alla stregua dell'Impero romano (v.si Divide et impera). Tuttavia, nonostante tali limiti, il consolidamento interno e la crescita degli stati africani svolsero un ruolo importante nella trasformazione militare. Il sistema Zulu, ad esempio, non si basava sulle innovazioni portate dagli Europei (cavalli, armi da fuoco o navi), anzi le rifiutava. L'evoluzione dei sistemi militari africani non è quindi il semplice frutto d'influenze esterne ma un complesso fenomeno autoctono che ha adattato, modellato e talvolta rifiutato la tecnologia esterna.

### Armi da fuoco
L'introduzione delle armi da fuoco, pur seminale, non sfavorì inizialmente le armi tradizionali poiché le armi da fuoco fornite agli africani erano spesso di qualità scadente. In effetti, gli africani erano ben consapevoli delle carenze dei fucili loro propinati dagli Europei (i c.d. "Dane gun") e spesso ne richiedevano di qualità migliore: es. la maggior parte delle armi importate non era stata testata dal produttore per verificare la presenza d'imperfezioni nella canna e fiorì la contraffazione dei marchi di fabbrica attestanti qualità! Le armi da fuoco non giocarono pertanto un ruolo primario sul campo di battaglia e il successo del consolidamento di poteri indigeni come i Merina in Madagascar o gli Zulu si dovette a cambiamenti nell'organizzazione, nella leadership e nelle tattiche indigene più che alle armi da fuoco. Con il passare dei decenni, tuttavia, lo sviluppo tecnologico delle armi da fuoco, della scienza medica europea (es. la corteccia di china per sopprimere la malaria) e delle navi a vapore avrebbero dato agli Europei un vantaggio militare decisivo nel continente.

## La guerra navale nel XIX secolo

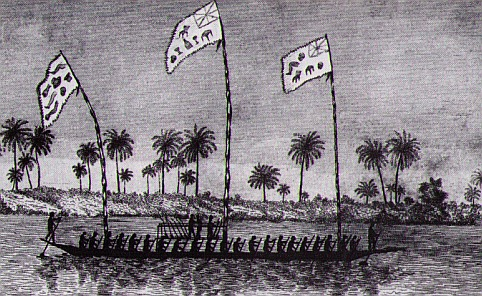
La canoa da guerra Igbo dalla Nigeria, intorno al 1830, dimostra una miscela di tecnologia indigena e importata. La costruzione è di un unico tronco. La timoneria è assicurata da due rematori a prua ea poppa. I moschetti sono pronti sulla piattaforma di combattimento al centro e le bandiere e i trofei nemici catturati volano sopra di loro. A volte venivano installati cannoni girevoli e piccoli cannoni.

I modelli di guerra navale hanno mostrato continuità con quelli del XVIII secolo. Disegni di derivazione straniera come i dhow solcavano le acque dell'Africa orientale, i pirati operavano al largo della costa barbaresca e le canoe venivano utilizzate anche nel commercio e nella pesca oceanici. Le navi da combattimento indigene, tuttavia, generalmente rimanevano nell'entroterra o molto vicino a casa. L'armamento ha continuato a essere relativamente debole, nonostante i persistenti tentativi di potenziare le navi da guerra. Secondo quanto riferito, i piccoli cannoni girevoli furono introdotti per la prima volta alla fine del XVIII secolo sulla costa occidentale da un certo Antonio Vaz Coelho, un negro libero dal Brasile. Questa pratica accelerò nel XIX secolo. La città-stato di Lagos, ad esempio, dispiegò canoe di medie dimensioni con 25 uomini d'equipaggio dotate di cannone girevole. I soldati a bordo operavano in supporto alle truppe da sbarco con moschetti e cannoni girevoli. Le tattiche navali seguivano uno schema di "fuoco e ritirata": le canoe manovravano sotto-costa per sparare, si portavano al largo per ricaricare e ripeteva il ciclo.
Generalmente i cannoni venivano posizionati a prua o a poppa, con la barca che assorbiva il rinculo dei cannoni. L'intera nave doveva essere girata per la salva. Rispetto all'uso europeo dell'artiglieria marittima, quella africana era scarsamente impegnata nello scontro nave-vs-nave o per il bombardamento delle coste, venendo usata primariamente per supportare lo sbarco in funzione anti-uomo e combinata con i moschetti. In Nigeria sono segnalate grandi canoe da guerra, alcune delle quali montavano fino a venti paia di cannoni girevoli su traverse a intervalli di cinque o sei piedi. Nel 1841, il sovrano di Abo radunò circa 300 canoe, molte armate di moschetti e cannoni di prua/poppa. Tuttavia, alcune flotte di canoe s'affidavano ancora ad armi tradizionali: sul lago Ciad all'inizio del secolo il pirata Buduna schierò una flotta di circa 1.000 canoe di canne, con guerrieri armati di lance e scudi; nell'Africa orientale i regni nativi a volte si contendevano la supremazia con grandi battaglie navali tradizionali nei laghi della regione.
Nel delta del Niger, le grandi canoe da guerra degli Itsekiri montavano più cannoni girevoli e trasportavano 40 rematori e 100 guerrieri, oltre agli schiavi che svolgevano la maggior parte dei compiti di canottaggio e si occupavano della cambusa. Il commercio operava a stretto contatto con la guerra e i commercianti Itsekiri gestivano proprie flotte da guerra che la marina britannica spesso non era in grado di fermare mentre sfrecciavano tra i torrenti, le lagune e i corsi d'acqua del Delta. In diverse occasioni, gli Itsekiri respinsero le navi da guerra britanniche bloccando strette insenature e corsi d'acqua e, nelle controversie con il regime coloniale o i mercanti europei, chiusero il commercio sul fiume Benin per diversi mesi. I pirati usavano anche canoe veloci per attaccare commercianti ed insediamenti. I porti da guerra erano spesso fortificati con vaste palizzata e molteplici linee di trincea, dietro le quali squadre di uomini armati e altri combattenti erano schierate per la difesa. Alcuni mercanti di schiavi europei e i loro alleati facevano uso di grandi canoe nelle loro operazioni, percorrendo i corsi d'acqua in navi pesantemente armate di moschettieri e piccoli cannoni, mentre raccoglievano il loro carico umano per il trasporto nelle Americhe.
Gli sviluppi navali rispecchiarono quelli terrestri. La tecnologia forestiera fu adattata e modellata a politiche, tecnologie e forme d'organizzazione indigene esistenti. Il paesaggio ha anche svolto la sua parte limitando il movimento sull'acqua a lungo termine causa fiumi impraticabili per lunghi tratti, correnti contrarie e mancanza di buoni porti costieri. Alcune potenze indigene tentarono aggiornamenti significativi che coinvolsero un'intensa tecnologia di navigazione o presero gli oceani con navi a lunga distanza alla maniera europea, polinesiana o cinese. Nessun equivalente africano del famoso ammiraglio della flotta cinese Cheng Ho che attraversava gli oceani, doveva emergere, sebbene un certo numero di capitani dell'entroterra diventasse famoso. I tempi di Cartagine erano ormai lontani e la potenza navale africana rimase un fenomeno localizzato.

## La guerra terrestre nel XIX secolo
Il periodo successivo al 1800 vide un'accelerazione dell'espansione e della conquista europea in Africa. Quest'espansione non fu incontrastata, né tale attività è stata l'unico sviluppo militare significativo nel continente. Gli stati indigeni in tutte le regioni stavano sviluppando nuove forme d'organizzazione politica e struttura militare indipendentemente e prima del grande interludio europeo.

### Cavalleria e fanteria in Africa occidentale
Le armi tradizionali restarono in uso nel corso del secolo e scontri tra cavalleria, arcieri e fanteria armata di zagaglia si verificarono in molte aree. Si diceva che i cavalieri Mandingo dell'entroterra liberiano, ad esempio, chiamassero gli avversari di fanteria timorosi o in fuga con due opzioni:" Alzati e sei uno schiavo; corri e sei un cadavere". Le truppe a cavallo, tuttavia, erano tutt'altro che invincibili. Gli arcieri costituivano la maggior parte della forza di fanteria in molte aree e l'uso di frecce avvelenate e un rapido volume di tiro compensavano parzialmente le debolezze nella forza degli archi primitivi e delle frecce non impennate. Contro determinate combinazioni di arcieri e lancieri, opportunamente posizionati e schierati, la cavalleria poteva essere sconfitta. Proprio uno scenario del genere si sviluppò nel 1804, quando i gruppi Fulani proclamarono una Jihād contro il Gobir (attuale Nigeria settentrionale) noto per la sua cavalleria pesante. I Fulani di Usman dan Fodio, un riformatore religioso e insegnante, subirono una serie di battute d'arresto iniziali contro la cavalleria Gobir in rapido movimento, in particolare nella battaglia di Tsuntua, dove furono persi circa 2.000 uomini.

#### Le innovative tattiche di fanteria Fulani
I cavalieri di Gobir, guidati da Yunfa, inizialmente derisero l'inefficiente cavalleria fulani ma il tiro concentrato delle frecce avvelenate nella battaglia di Tabkin Kwotto consegnò ai Fulani la vittoria. Normalmente, gli arcieri avrebbero operato in formazione sciolta, vulnerabile cioè alle cariche dei cavalieri Gobir, ma in questa particolare battaglia i Fulani s'arroccarono invece in una zona abbastanza boscosa, con un fianco del loro esercito appoggiato su un lago. Gli arcieri si schierarono a quadrato, raggruppando i loro arcieri in un blocco compatto e concentrando la potenza di fuoco delle loro frecce avvelenate, tenendo la posizione nonostante gli aggiramenti del nemico. Il tiro concentrato degli arcieri nemici ruppe la retroguardia delle formazioni Gobir, nonostante la loro armatura.
Le tattiche fulani furono continuamente perfezionate, poiché le vittorie misero in loro possesso sufficienti cavalli per organizzare una propria cavalleria. Dan Fodio scrisse sulle tattiche impiegate dalle sue forze durante lo svolgimento della campagna jihad: La fanteria si armava di grandi scudi (diraq) e trasportava lunghe lance e giavellotti. Raggruppato in file, un picchiere si piegava sul ginocchio sinistro, tenendo davanti a sé il suo scudo rotondo. Dietro le file dei picchieri, gli arcieri erano pronti. Fu loro ordinato di tirare al cavallo nemico e agli uomini in cotta di maglia (duru). Quando la cavalleria nemica si avvicinava, la fanteria lanciava i suoi giavellotti e gli arcieri continuavano a tirare. Se il nemico vacillava, la formazione di fanteria si divideva a destra e a sinistra, in modo che la propria cavalleria si lanciasse all'inseguimento. Gli scritti di Dan Fodio sulla tattica fanno eco a un sentimento che sarebbe approvato da molti comandanti militari: "La concentrazione è la prima cosa nella vittoria: l'inizio della sconfitta è la dispersione".

#### Combinazione cavalleria-fanteria dell'Impero fulani
La cavalleria continuò ad essere rilevante nel corso XIX secolo tanto che lo stesso califfato di Sokoto creato dalle jihad dei Fulani, il più grande stato dell'Africa occidentale del tempo, mantenne quale forza d'attacco principale la cavalleria seppur il grosso dell'esercito fosse costituito da fanti (arcieri e lancieri). Sul terreno pianeggiante delle savane, la combinazione fanteria-cavalleria funzionò relativamente bene contro avversari indigeni, sebbene lo spiegamento nelle regioni boscose e le operazioni contro le fortificazioni abbiano sofferto dei problemi delle epoche precedenti. La fanteria armata di moschetto divenne sempre più importante e dominante in alcune aree della savana con il passare dei decenni. Sokoto ed altri imperi di cavalieri, come Gobir, continuarono a riporre la loro fiducia nelle armi e negli stili di combattimento tradizionali. Quest'approccio "vecchio stile" di Sokoto può essere visto nello scontro del 1826 con il Gobir, durante il quale alcune unità d'élite della cavalleria corazzata Sokoto dovettero essere issate sui cavalli come i cavalieri medievali europei. Le élite di cavalleria dipendevano fortemente per i loro successi dalla cooperazione con la fanteria che era fondamentale nell'aprire opportunità di attacco, nello spingere il nemico in una posizione sfavorevole o nel sopprimere il micidiale tiro delle frecce avvelenate. Questo conservatorismo nei metodi sarebbe continuato sino al XX secolo, quando gli eserciti di Sokoto si scontrarono con le moderne armi dell'Impero britannico.

### Il sistema militare degli Ashanti

#### Organizzazione, equipaggiamento e tattica
Mobilitazione, reclutamento e logistica. Dal 1700 al 1820 circa, nessuna nazione sulla Costa d'Oro dell'Africa occidentale (odierno Ghana) ha superato gli Ashanti per organizzazione e attività militare. Le guerre di conquista li resero la maggiore potenza nell'area e combatterono e vinsero diversi importanti scontri contro gli inglesi, prima di essere sconfitti nell'ultima parte del XIX secolo. Un piccolo nucleo di guerrieri professionisti è stato integrato da leve contadine, volontari e contingenti di stati alleati o tributari. Raggruppati sotto comandanti competenti come Osei Tutu e Opoku Ware, tali eserciti iniziarono ad espandere l'impero Ashanti nel XVIII secolo fino al XIX, spostandosi dal profondo entroterra ai bordi dell'Atlantico. Una fonte britannica nel 1820 stimò che gli Ashanti potevano schierare una forza di 80.000 soldati di cui 40.000 equipaggiati con moschetti o vecchi fucili.
Armi e attrezzature. Gli Ashanti acquisirono familiarità con le armi da fuoco nel XVIII secolo e nel XIX secolo la maggior parte delle loro truppe migliori erano armate con una varietà di armi, come i moschetti commerciali standard europei, i c.d. "Dane gun/Long Dane" di 6 piedi, utili nel contesto locale ma obsoleti rispetto alle armi da fuoco europee di prim'ordine, cosa che causò problemi contro le forze britanniche. Si dice che il generale Nkwanta, capo del consiglio generale dell'esercito Ashanti, abbia fatto una valutazione dettagliata delle nuove armi da fuoco europee a retrocarica nel 1872-1873 restando turbato dall'obsolescenza dei moschetti Ashanti. Alcuni Long Dane esplodevano dopo alcuni colpi, mentre polvere e pallini di buona qualità erano scarsi. La maggior parte degli uomini armati, inoltre, non usava l'ovatta per compattare la polvere nelle canne e ricorreva a variegati proiettili: palle di piombo, chiodi, pezzi di metallo o persino pietre. Il risultato era certo uno spettacolo pirotecnico impressionante ma poco efficace contro bersagli a distanza meno che ravvicinata. L'enorme esplosione ed il rinculo erano poi tali che la maggior parte dei tiratori sparava con l'arma al fianco, con risultati imprecisi.
I fucili disponibili erano comunque valutati e protetti con cura con custodie di cuoio o pelle di leopardo, così come le bisacce di munizioni che ogni combattente trasportava. I soldati tenevano da trenta a quaranta cariche di polvere da sparo a portata di mano, confezionate singolarmente in piccole scatole di legno per una rapida ricarica. I buoni proiettili erano scarsi e gli artiglieri erano costretti a usare sostituti come pietre, pezzi di metallo e pezzi di piombo. Rispetto agli Europei che avrebbero dovuto affrontare, gli Ashanti disponeva di armi mediocri. Il combattente Ashanti indossava anche una cintura di pelle di daino con coltelli di varie lunghezze ed un machete.

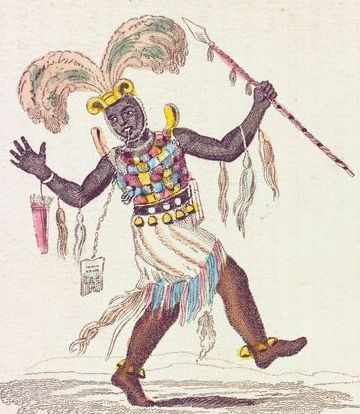
Portatore di spada cerimoniale Ashanti

Organizzazione degli eserciti Ashanti. L'esercito ashanti era organizzato in modo elaborato in 6 parti, ciascuna con varie suddivisioni, e i moschetti sostituirono gradualmente archi e frecce come armi principali. Tale organizzazione era basata su strutture locali preesistenti che rimandano alla storia di Akwamu, uno dei primi regni forestali degli Akan. Le armi furono aggiunte/adattate a questa suddivisione in sei parti:
1. Esploratori ( akwansrafo )
2. Avanguardia( twafo )
3. Corpo principale ( adonten )
4. Guardia Reale ( gyase )
5. Retroguardia (kyidom)
6. Ala sinistra ( benkum ) e Ala destra ( nifa ), ognuna con doppia formazione: destra e metà destra ( nifa nnaase ), sinistra e metà sinistra ( benkum nnaase )

In movimento l'esercito usava questa disposizione: avanguardia, corpo principale, retroguardia e ali destra e sinistra. Questa organizzazione dettagliata aveva diversi vantaggi e consentiva ai generali Ashanti flessibilità di manovra. Gli esploratori effettuavano ricognizioni ed inseguimenti. L'avanguardia serviva da truppa d'assalto iniziale o come esca per far uscire il nemico allo scoperto. Il corpo principale costituiva la maggior potenza d'attacco dell'esercito. La guardia del corpo personale proteggeva il re o i nobili o i generali sul campo. La retroguardia fungeva da riserva o da forza di sfondamento finale. Le ali potevano accerchiare il nemico o attaccarne la retroguardia.
Erano incoraggiati atti d'audacia individuale: es. correre all'aperto per tagliare le teste dei nemici feriti o morti per presentarle al generale alla fine dello scontro. Negli eserciti Ashanti prevaleva una severa disciplina. I soldati che esitavano venivano frustati o trucidati con pesanti spade trasportate da contingenti speciali di truppe d'assalto, i c.d. "portatori di spada". I soldati Ashanti dovevano memorizzare il seguente detto: "Se vado avanti, muoio; se fuggo, muoio. Meglio andare avanti e morire nella bocca della battaglia". Generalmente le truppe d'assalto erano schierate in avanti, tra gli esploratori e la forza principale. Si ritiravano quando la battaglia iniziava per sorvegliare e intimidire gli stanchi e i vacillanti. Cosa poi molto insolita, gli Ashanti hanno anche schierato unità di personale medico dietro le forze principali, con il compito di prendersi cura dei feriti e rimuovere i morti.
Tattiche Ashanti.La flessibilità del sistema tattico ashanti richiedeva una grande misura di decentramento, importante nel fitto terreno forestale dell'Africa occidentale. La giungla ha infatti spesso ostacolato scontri su larga scala coinvolgenti migliaia di uomini, come invece accadde tra le savane degli Zulu o dei Ndebele. Gli Ashanti usavano sub-unità tattiche più piccole, imboscate, movimenti costanti e attacchi e contrattacchi più dispersi. Tuttavia, in uno scontro insolito nel 1741, gli eserciti di Asante e Akkem "programmarono" una battaglia campale ed assegnarono congiuntamente circa 10.000 uomini al taglio degli alberi che occupavano il campo di battaglia prescelto. Gli Ashanti vinsero questo incontro.
Un commento britannico del 1844 sulle tattiche ashanti afferma che iniziarono le operazioni tagliando un certo numero di sentieri nella boscaglia per avvicinarsi e circondare le forze nemiche. Una volta raggiunto il punto prestabilito, gli Ashanti hanno formato una linea e hanno attaccato. Altri resoconti hanno confrontato l'ordine di marcia degli Ashanti con quello delle formiche, con l'uso di diverse colonne parallele che si univano in un'unica forza d'attacco generale che manovrava prima del combattimento. Tale approccio a "colonne convergenti" è stato ironicamente utilizzato dagli stessi britannici nella lotta contro gli Ashanti ed è una tattica che è apparsa sui campi di battaglia d'Europa sotto Napoleone, poiché "marcia separata e combattimenti congiunti" era l'originale ragion d'essere della divisione. Queste tattiche standardizzate avevano spesso portato alla vittoria gli Ashanti. Gli esploratori controllavano l'esercito mentre marciava nelle sue colonne, poi si ritiravano quando il nemico si avvicinava. All'inizio del combattimento, l'avanguardia si muoveva in 2 o 3 linee, scaricava i moschetti e si fermava per ricaricare. La seconda linea avanzava per sparare e ricaricare, una terza linea posteriore ripeteva quindi il ciclo di avvicinamento-fuoco-ricarica. Questa tattica di fuoco rotante era ripetuta fin quando l'avanzata si fermava. Le unità di fiancheggiamento erano inviate come parte del modello di fuoco e manovra.

#### Gli Ashanti contro gli inglesi
Di fronte agli Inglesi, gli Ashanti non cambiarono in modo apprezzabile le loro tattiche tradizionali. Inizialmente erano avanzati attraverso il fiume Prah in una campagna regionale prima di essere affrontati da una forza d'invasione britannica. Afflitti da gravi problemi logistici, vaiolo e dissenteria, si erano ritirati dall'altra parte del fiume. Il loro piano di battaglia era quello tradizionale. Gli Ashanti cercarono di attirare gli inglesi in profondità nel loro territorio, contro una forte incudine difensiva centrata nella città di Amoaful. Qui gli inglesi sarebbero stati bloccati per poi essere aggirati dalle ali dello schieramento ashanti e spacciati. Alcuni storici (Farwell 2001) notano che questo approccio "martello e incudine" era una strategia di battaglia tradizionale Ashanti ed era comune anche in altri eserciti africani. Aveva servito bene gli Ashanti contro altre forze africane e aveva già battuto gli inglesi sotto il governatore Charles McCarthy della Sierra Leone una volta. Nel 1824 M'Carthy era infatti avanzato con una piccola forza di milizie africane e coloniali incontrando 10.000 Ashanti nel villaggio di Essamako. Forse sperando di sostenere il morale interno e/o intimidire i nativi avversari, McCarthy aveva ordinato alla banda del Royal African Corps di suonare "God Save The King". Gli Ashanti risposero con la loro musica di tamburi e corni e lanciarono un attacco d'accerchiamento. Gli inglesi furono rapidamente sconfitti e M'Carthy catturato e decapitato, il suo cranio trasformato in una tazza.
Alla battaglia di Amoaful, gli Ashanti riuscirono ad attirare i loro avversari in avanti secondo i loro piani, e li minacciarono più volte con movimenti di fiancheggiamento. Le armi ashanti, tuttavia, erano scarse rispetto alle armi moderne delle giubbe rosse che se ne servirono per vanificare l'accerchiamento nemico: "Gli Ashanti rimasero ammirevolmente e sostenere uno dei fuochi più pesanti a cui abbia mai assistito. Mentre si opponevano al nostro attacco con numeri immediatamente superiori, continuavano ad avviluppare la nostra sinistra con una serie costante di attacchi di fianco ben diretti." Il generale Garnet Wolesey aveva infatti anticipato le tattiche ashanti e aveva rafforzato i fianchi britannici con le migliori unità e una maggiore potenza di fuoco e i precedenti successi del regno africano non furono quindi replicati.
Un'altra tattica Ashanti durante le guerre contro gli Inglesi era quella di creare possenti palizzate nei punti chiave per bloccare l'avanzata britannica: fortificazioni lunghe oltre un centinaio di metri, con pesanti tronchi d'albero paralleli a volte resistenti alla distruzione del fuoco di artiglieria, dietro le quali numerosi guerrieri erano schierati a controllare il movimento nemico. Sebbene formidabili nella costruzione, molte di queste barricate fallirono perché le pistole, la polvere da sparo e i proiettili Ashanti erano scadenti e fornivano poco mordente alla loro difesa. Più e più volte le truppe britanniche superarono o aggirarono le barricate caricando alla baionetta dopo un rapido fuoco di copertura. Gli Ashanti avevano rinunciato all'uso efficace delle armi da mischia come le lance e non avevano una risposta efficace alla baionetta a parte le deboli raffiche dei loro moschetti obsoleti o malfunzionanti. Armi supplementari come i machete si mostravano indifferenti in queste situazioni tattiche contro i soldati europei. Anche la presenza di nemici africani che combattevano a fianco degli inglesi con le loro armi consuete si aggiunse ai guai degli Ashanti. La tecnologicamente avanzata pistola, in questo caso, divenne ironicamente un handicap per le forze indigene. Al contrario, gli Zulu mantennero l'uso effettivo delle lance tradizionali, costringendo generalmente gli inglesi a rimanere in formazioni difensive affollate o roccaforti trincerate, protetti da cannoni e artiglieria.

#### Efficacia degli Ashanti
Alcuni commenti britannici disegnano un netto contrasto tra le qualità di combattimento degli Ashanti e l'instabilità e l'inaffidabilità dei regni costieri, apparenti alleati degli inglesi. Ad Amoaful, un combattimento post mortem rende omaggio al comandante Ashanti: "Il grande capo Amanquatia era tra gli uccisi. Nella posizione scelta da Amanquatia fu mostrata un'abilità ammirevole e la determinazione e il carattere generale che dimostrò nella difesa confermarono pienamente la sua grande reputazione di abile stratega e valoroso soldato."
Seppur il numero dei loro effettivi e la qualità delle loro armi fossero inadeguati al confronto con gli eserciti e le armi d'una potenza industriale europea ottocentesca, gli Ashanti erano una forte potenza regionale portatasi relativamente bene fino a quando non si trovò di fronte alla tecnologia più avanzata di una grande potenza mondiale. Infatti:
"Dal 1807 al 1900, gli eserciti di Asante hanno combattuto numerose battaglie piccole e grandi contro gli inglesi. In molti, essi furono i chiari vincitori, l'unico esercito dell'Africa occidentale a sconfiggere un esercito europeo in più di uno scontro."

### Resistenza all'espansione coloniale: Samori e Abd el-Kader
Le politiche di Samori Ture del Mali e della Guinea e di Abd el-Kader d'Algeria illustrano come gli stati africani si stavano espandendo internamente, mentre combattevano le invasioni straniere. Entrambi adattati alle armi moderne nello svolgimento di questi compiti.

#### Abd-el Kader in Algeria
A differenza di molte parti del continente, le operazioni di Abd el-Kader in Algeria rappresentano un diverso modello di guerra d'opposizione al dominio coloniale. Mentre sono sempre esistite incursioni, schermaglie e rivolte su piccola scala, la guerra anti-francese algerina avviatasi negli anni 1830 è persistita per decenni come un grande conflitto, con eserciti indigeni che hanno usato armi moderne per perseguitarla. La conquista francese dell'Algeria iniziò con l'invasione di Algeri (1830) ai danni dell'Impero ottomano. Le tribù della regione si ribellarono immediatamente all'invasione europea e ne seguì una guerra brutale. Nel 1832, un nuovo capo delle forze indigene, l'emiro Abd el-Kader, acquisì importanza e riuscì a riunire i ribelle in un fronte comune. El-Kader usò tattiche di guerriglia, attingendo a truppe montate armate di fucile che si affidavano a rapide incursioni e imboscate. Una serie di trattati portò solo una pace temporanea e la lotta continuò. El-Kader formò una forza centrale di circa 10.000 fucilieri, integrata da irregolari tribali ad hoc. L'artiglieria era relativamente debole, con solo un piccolo numero di cannoni disponibili per un uso efficace. Istruttori erano giunti dal Marocco, dalla Tunisia e dell'Europa per addestrare e organizzare la forza principale. Il sostegno del Sultano del Marocco fu fondamentale per finanziare ed equipaggiare quest'esercito. La carenza d'armi era sempre un problema urgente e i metodi di finanziamento andavano da tasse straordinarie, monopoli di stato e bottino da incursioni contro tribù ostili. La resistenza costruì anche una serie di fortezze in tutta la sua area operativa.

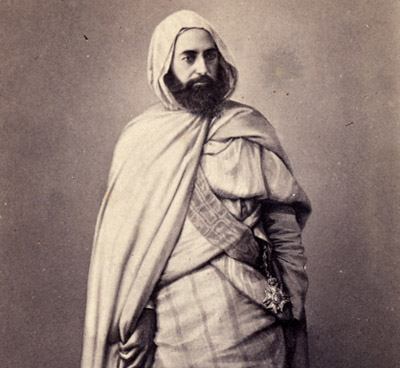
Abd el Kader fotografato nel 1860.

Gli investimenti francesi per schiacciare la resistenza furono massicci. Nel 1839 avevano concentrato circa 70.000 uomini in Algeria. Nel 1844, un terzo dell'esercito francese stava combattendo in Algeria - circa 108.000 soldati - in netto e straordinario contrasto con le piccole forze europee o guidate dall'Europa che conquistarono gran parte dell'Africa. Le tattiche francesi cambiarono per contrastare i rapidi attacchi di guerriglia della resistenza nativa. Formazioni pesanti furono scomposte in colonne mobili e fu messa in atto una spietata politica di "terra bruciata" di devastazione, saccheggio e distruzione, cercando di spezzare la resistenza nativa distruggendo la sua base di risorse. I pozzi furono avvelenati, il bestiame fucilato, i campi, le case e i villaggi bruciati e gli abitanti cacciati nelle campagne o sterminati. La rovinosa devastazione della campagna danneggiò gravemente gli sforzi bellici dell'Emiro, così come il sequestro delle sue roccaforti da parte delle colonne mobili e el-Kader fu costretto a ritirarsi in Marocco. Fu successivamente catturato ed imprigionato dai francesi, che confiscarono enormi quantità di terra nativa per l'insediamento di coloni francesi. Questo pose le basi per un'altrettanto sanguinosa guerra di resistenza, un secolo dopo.
Anche se senza successo, il caso di Abd el-Kader illustra un modello significativo nella guerra africana in alternativa agli attacchi di massa contro piccole forze europee o guidate dall'Europa armate di fucili moderni, artiglieria e, negli anni successivi, mitragliatrici (Gatling e Maxim). Le forze di el-Kader combatterono una guerriglia mobile per non farsi decimare dalla potenza di fuoco europea. Erano truppe anche relativamente ben armate di buoni fucili, sebbene dipendenti dalle importazioni e l'incapacità di el-Kader di continuare ad armare e rifornire le sue forze, oltre alla sua limitata base di manovalanza, fu causa della sua sconfitta. Tuttavia, ci vollero un numero enorme di francesi, in ratio di 10 a 1, e una dura politica di "terra bruciata" per prevalere.

#### Samori in Guinea e Costa d'Avorio
Conquiste interne di Samori. Gli eserciti e le operazioni del leader africano Samori Ture offrono un'altra illustrazione della diversità, dei punti di forza e di debolezza dei sistemi militari africani indigeni, sia prima che dopo gli scontri con le potenze coloniali europee in espansione. La campagna di resistenza di Samori è simile a quella delle tribù algerine, sia per il nemico che ha combattuto, sia per la cronica carenza di armi moderne. C'è però contrasto con Abd el-Kader. Le forze principali di Samori erano la fanteria rispetto ai cavalieri, e perseguì un approccio "terra bruciata" prima che i francesi negassero loro le risorse, al contrario dello schema sotto El-Kader. Samori era anche un conquistatore a sé stante anche prima dell'arrivo dei francesi.
Salì alla ribalta nel 1867, quando iniziò a ritagliarsi uno stato nelle Highlands della Guinea, al confine con il fiume Niger. Compreso il potere delle armi da fuoco, creò un suo corpo di moschettieri. La sua ricerca di fonti di approvvigionamento affidabili era costante. Continuarono gli anni di conquiste e nel 1878 si autoproclamò faama (capo militare) del proprio impero Wassoulou che al suo apice doveva includere parti dell'odierna Guinea, Mali, Sierra Leone e la Costa d'Avorio settentrionale. Furono strette alleanze con un certo numero di politiche africane in quest'area, in particolare lo stato jihadista Fulbe (Fula) di Fouta Djallon, che stava affrontando le pressioni dei francesi in espansione per sottomettersi a un protettorato.
L'espansione aggressiva dei francesi li portò in conflitto con l'impero di Samori. Anche l'esercito di Samorian era costantemente in movimento, combattendo su più fronti. Di fronte alla pressione francese a ovest, Samori si spostò a est, conquistando aree della Costa d'Avorio e della Liberia mentre manovrava per il combattimento e lo spazio logistico. Un gran numero di civili si mosse con l'esercito. La discussione che segue è tratta da studi come "Firearms, Horses and Samorian Army Organization" di Legassick (1966).
Struttura dell'esercito Samoriano. Principalmente fanteria con cavalleria come braccio più piccolo, la struttura dell'esercito consisteva di 4 parti: i regolari (principalmente schiavi e prigionieri), una riserva di leva mista e meno standardizzata, distaccamenti inviati da capi alleati o tributari e una forza di cavalleria. Il grado di base di un normale fante era il divano. L'unità di base era una squadra di dieci, passando a un'unità di dimensioni aziendali di 200-300 uomini, e quindi a gruppi più grandi, in genere di circa 1.000 uomini. I capi squadra e compagnia erano generalmente montati. Il numero stimato di combattenti è fonte di dibattito, ma il più alto colloca un esercito operativo a circa 20.000 uomini. Di questi circa 5.000 erano forze "regolari". Questo piccolo esercito permanente di sofà-kun, dirigeva e irrigidiva una massa più ampia di riservisti. Negli ultimi anni dell'impero di Samoir, fu posta maggiore enfasi sui distaccamenti più piccoli.
Armi e logistica. L'esercito di Samori riuscì ad acquisire un gran numero di fucili a ripetizione. La sostituzione e il rifornimento, tuttavia, comprese le munizioni, erano un problema continuo. Freetown, sotto il dominio britannico in Sierra Leone, era un'importante fonte di approvvigionamento. I francesi hanno cercato incessantemente di tagliare questo oleodotto, e alla fine lo hanno fatto in collaborazione con il governo coloniale. Fu fatto un tentativo di fabbricare armi indigene, ma la qualità era scarsa, anche se gli armaioli africani riuscirono a rendere funzionante un meccanismo di culatta e in varie riparazioni. Si fabbricavano anche munizioni, così preziose che dopo ogni battaglia venivano raccolti bossoli vuoti e persino proiettili.
Tattiche dell'esercito Samoriano. Gli eserciti di Samori mostrarono capacità di manovrare sia contro le forze indigene sia straniere. In uno dei suoi primi scontri con i francesi, ad esempio, eseguì un ampio movimento a tenaglia per riconquistare il centro produttivo dell'oro di Bure, una mossa che minacciò di tagliare la retroguardia francese e li costrinse a ritirarsi. Ulteriori vittorie sono state ottenute a Nfadji e Dadadugu. La flessibilità è stata vista anche nell'organizzazione di Samori, dall'uso di bande di guerrieri Konya, alle tradizionali chiamate di milizia incentrate su una forza di regolari, al suo successivo uso di fucilieri organizzati in unità più piccole in stile europeo. Tuttavia, sebbene Samori abbia inflitto pesanti perdite ai francesi in diversi scontri nel corso degli anni 1890, le crescenti risorse, mobilità e potenza di fuoco francesi hanno messo il suo regime in grave pericolo. In mancanza di buone armi da fuoco e munizioni, le principali battaglie contro i francesi furono combattute per mezzo di linee fisse accuratamente disposte, per massimizzare la potenza di fuoco disponibile. Una volta che questi sono stati interrotti, tuttavia, erano difficili da ricostituire. Le forze principali tuttavia si sono svolte in eccellenti prestazioni sulla base dei resoconti degli avversari francesi, che sono rimasti stupiti dalla precisione di tiro, dalla disciplina e dalla manovrabilità delle forze di Samori. Acquisizione di nuovi cannoni a retrocarica, che consentono a un soldato di ricaricare e sparare da una posizione nascosta, prestazioni migliorate. Samori ridusse così le sue forze d'attacco sul campo mentre la guerra contro i francesi progrediva, tagliandole in distaccamenti più piccoli armati di armi da fuoco migliori.
Cecchini di fanteria e schermagliatori di cavalleria iniziarono ad essere usati in modo più esteso e disertori e rinnegati europei furono assunti per condurre l'addestramento delle truppe. Le tattiche di guerriglia e le vessazioni dei distaccamenti e delle linee di rifornimento francesi ricevettero maggiore enfasi. Gli impegni di fanteria divennero scaglionati. Piuttosto che una linea di combattimento che persisteva per tutto il giorno, le truppe di Samori usavano più linee, ritirandosi in modo più sistematico per formarne un'altra per la difesa. Il vecchio sistema di chiamata è stato sostituito da una forza più permanente. L'esercito di Samori usava formazioni più grandi mentre combatteva contro gli avversari indigeni nella sua spinta verso sud verso la Costa d'Avorio e la Guinea. Numeri più piccoli furono schierati contro i francesi.
Gli eserciti di Samori dovevano rimanere mobili, conquistando nuovi territori su un fronte, molestando i francesi su un altro e raddoppiando per rioccupare le vecchie aree. Il fronte sud-orientale in Costa d'Avorio e Guinea ha catturato la maggior parte dell'attenzione di Samori dopo il 1891, mentre le sue tattiche "brucia e ritirati" hanno tenuto a bada gli europei in Occidente.
Nel 1898 Samori iniziò un'epica marcia verso Boribana, spostando circa 120.000 civili insieme all'esercito. Il comandante francese Lartigue commenta che questa mossa è stata eseguita con successo con precisione e velocità credibili. Tuttavia, la pressione francese continuò inesorabilmente e la forza di Samori divenne più ristretta. Fu catturato da una piccola forza d'attacco francese che irruppe nel suo campo da una direzione inaspettata nel settembre 1898. La sua lunga lotta e la sua organizzazione disciplinata, tuttavia, illustrano la capacità dei sistemi indigeni di creare nuove forme di organizzazione, modificare quelle tribali esistenti e adattarsi a tecnologie nuove o migliorate.

### Dall'innovazione al conservatorismo: il sistema militare Zulu

#### La riforma militare di Shaka
Gli Zulu sono un caso significativo nell'innovazione e nel cambiamento militari africani. Il loro sistema di guerra trasformò gran parte del continente e i loro metodi abbracciarono sia l'era pre-polvere da sparo che quella della polvere da sparo. Diverse innovazioni sono apparse come parte del mix culturale indigeno esistente e il loro adattamento da parte di regni e capi in crescita a mutevoli opportunità e cambiamenti all'alba del XIX secolo. Il leader più noto che emerse da questo flusso fu lo spietato capo Shaka che adattò una serie di pratiche tribali trasformando gli Zulu da piccola e oscura tribù a grande potenza regionale dell'Africa meridionale. Alcuni studiosi esitano a dare a Shaka un credito illimitato o esclusivo per gli sviluppi militari apparsi tra le tribù della regione, o ad incolpare gli Zulu per tutte le guerre e le devastazioni nella regione nella prima metà del XIX secolo, quando c'erano altri attori e influenze in luogo: dagli stati indigeni in espansione come Thembu, Ngwane, Mthethwa o Ndwamdwe, ai commercianti di schiavi europei di Delgoa Bay, in Mozambico, alla ricerca di nuovi prigionieri.
Antecedenti di Shaka e Zulu. La ricerca moderna suggerisce regni o capi tribù già esistenti da tempo che potrebbero mobilitare un numero sostanziale di truppe e non hanno dovuto aspettare l'arrivo di Shaka. I resoconti di un gruppo di portoghesi naufragati nel 1552, ad esempio, mostrano che furono disarmati con la forza dei loro moschetti da un potente sovrano locale a capo di una grande forza combattente. Un altro gruppo di sopravvissuti a un naufragio olandese nel 1686 non poté impedire a un capo locale di attaccare il relitto e prenderne il ferro perché il comandante apparve sulla spiaggia con circa 1.000 guerrieri disciplinati. Vari altri resoconti di sopravvissuti al naufragio riportano sostanziali battaglie tra forze opposte armate di grandi scudi e lance. Altri dati indicano che le riforme Shakan non furono necessariamente continuate sotto tutti gli aspetti. Piuttosto che usare rigidamente solo la sua lancia corta, il soldato Zulu nello scontro anglo-zulu del 1879 tipicamente portava un "kit" di lance da lancio che venivano scagliate per prime, un po' come il pilum romano per "ammorbidire" e occupare il nemico, seguito con un rapido avanzamento e un lavoro ravvicinato con una lancia pugnalata tenuta in mano. I vantaggi tattici di un "kit" combinato di shock missilistici per queste ultime truppe, superavano il precedente detto "solo lancia corpo a corpo" di Shaka.
Adattamenti di Shaka. I raggruppamenti di età, i vantaggi di una carica aggressiva o dell'accerchiamento di un nemico, ecc., sono tutti noti nelle guerre tribali del periodo. Elementi di un sistema reggimentale, ad esempio, erano stati messi in atto sotto il predecessore di Shaka, Dingiswayo. Ciò che era diverso erano combinazioni molto più spietate e usi sistematici di tutti questi elementi per produrre il caratteristico sistema Zulu. Shaka ha preso in prestito e adattato gli elementi culturali circostanti per implementare la sua visione aggressiva, cercando di portare il combattimento a una decisione rapida e sanguinosa, al contrario di esibizioni rituali o duelli di campioni individuali, incursioni sparse o schermaglie in cui le vittime erano relativamente leggere. Un focus così brutale ha richiesto cambiamenti nelle armi, nell'organizzazione e nelle tattiche.

#### Nuove armi e nuova organizzazione

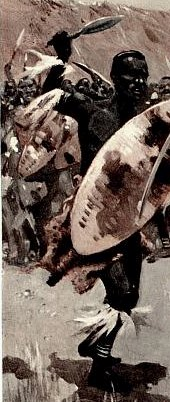
Innovazioni militari come la iklwa, il sistema reggimentale per età e le tattiche di accerchiamento hanno contribuito a rendere gli Zulu una delle nazioni più potenti dell'Africa meridionale e sud-orientale.

Nuova lancia e scudo. A Shaka è attribuita l'introduzione di una nuova arma principale: scartata la zagaglia da lancio lunga e sottile, preferì una lancia pesante e corta, la iklwa, brandita sotto-mano alla maniera della spada romana. Si dice anche che abbia introdotto uno scudo di pelle bovina più grande e più pesante e abbia addestrato le sue forze a usarli entrambi per avvicinarsi rapidamente al nemico in un combattimento corpo a corpo più efficace. Gli schermagliatori locali, abituati a lanciare le zagaglie e ritirarsi, si sarebbero trovati di fronte a una forza aggressiva che s'avvicinava per l'uccisione. Nessuno di questi cambiamenti d'armi fu "spettacolare" nel contesto locale ma abbinato a una mobilità aggressiva e a un'organizzazione tattica ebbe un impatto devastante.
Logistica. L'esercito zulu in marcia si sosteneva razziando ma era anche aiutato da un sistema di rifornimento fornito da ragazzi assegnati alla forza combattente come portatori che trasportavano razioni, pentole, materassini, armi extra, razioni e altro materiale. Il bestiame a volte veniva guidato come una dispensa mobile. Ancora una volta, tali accorgimenti nel contesto locale non erano alcunché d'insolito ma diverse erano la loro sistematizzazione ed organizzazione, un modello che produceva grandi benefici quando gli Zulu venivano inviati in missioni militari. Il rapporto generale di personale logistico di Shaka era di un mandriano ogni tre uomini.
Sistema reggimentale per età. Raggruppamenti per età di vario genere erano comuni nella cultura tribale bantu. Shaka manipolò il sistema, trasferendo su di sé la lealtà dei tradizionali raggruppamenti di clan e rafforzando la sua egemonia personale. Tali raggruppamenti non costituivano un esercito permanente nel senso occidentale moderno, tuttavia garantivano una base stabile per la mobilitazione armata molto più efficace dei prelievi tribali ad hoc o dei gruppi-guerrieri. Shaka organizzò i vari gradi d'età in reggimenti e li divise in speciali kraal militari, dotando ogni reggimento di nomi ed insegne distintivi.
Mobilità e addestramento. Shaka scartò i sandali per consentire ai suoi guerrieri di correre più veloci. La mossa fu impopolare ma la pronta esecuzione degli oppositori sedò i malumori. Shaka addestrava frequentemente le sue truppe, attuando marce forzate di più di cinquanta miglia al giorno. Ha anche addestrato le truppe a svolgere tattiche di accerchiamento. Tale mobilità diede agli Zulu un impatto significativo nella loro regione e oltre.
Tattica. Gli Zulu tipicamente prendevano l'offensiva, schierandosi nella ben nota formazione a "corna di bufalo". Lo schema di attacco era composto da tre elementi, ognuno dei quali rappresentava un raggruppamento di reggimenti Zulu:
1. le "corna", o elementi fiancheggianti dell'ala destra e sinistra, per circondare e immobilizzare il nemico; generalmente erano costituite dalle truppe più giovani ed inesperte;
2. il "petto" a volte indicato come "testa", o forza principale centrale che assestava il vero urto al nemico; i combattenti migliori dello schieramento;
3. i "lombi" o riserve usate per spingere in profondità la carica del "petto" o per fornire rinforzi alla bisogna; generalmente i veterani più anziani, a volte posizionati con le spalle alla battaglia in modo che non si eccitassero eccessivamente.

Organizzazione delle forze Zulu. Le forze Zulu erano generalmente raggruppate in 3 livelli: reggimenti, corpi di diversi reggimenti ed eserciti o formazioni più grandi, sebbene gli Zulu non usassero questi termini nel senso moderno. Sono state prese in considerazione le distinzioni dimensionali, qualsiasi gruppo di uomini in missione potrebbe essere chiamato collettivamente un Impi, sia che si tratti d'un gruppo di razziatori di 100 o di un'orda di 10.000. I numeri non erano uniformi, ma dipendevano da una varietà di fattori, inclusi gli incarichi del re o la forza lavoro radunata da vari capi clan o località. Un reggimento potrebbe essere di 400 o 4000 uomini. Questi erano raggruppati in Corpi che prendevano il nome dai kraal militari in cui erano radunati, o talvolta dal reggimento dominante di quella località. Mentre la modesta popolazione Zulu non poteva sfornare le centinaia di migliaia disponibili per le maggiori potenze mondiali o continentali come Francia, Gran Bretagna o Russia, l'approccio della "nazione in armi" Zulu potrebbe mobilitare forze sostanziali nel contesto locale per brevi campagne e manovrarle nell'equivalente occidentale della forza divisionale. La vittoria ottenuta dal re zulu Cetawasyo a Ndondakusuka, ad esempio, due decenni prima della guerra anglo-zulu del 1879, coinvolse 30.000 soldati.
Comando superiore e leadership di unità. Un inDuna guidava ogni reggimento, e lui a sua volta rispondeva all'izinduna senior che controllava il raggruppamento del corpo. La guida generale dell'ospite è stata fornita dall'anziano izinDuna di solito con molti anni di esperienza. Uno o più di questi capi anziani potrebbero accompagnare una grande forza in una missione importante. Il coordinamento dei movimenti tattici è stato fornito dagli inDuna che hanno usato segnali manuali e messaggeri. Generalmente prima dello schieramento per la battaglia, i reggimenti venivano fatti accovacciare in un semicerchio mentre questi comandanti eseguivano gli incarichi finali e gli aggiustamenti. Gli izinDuna reggimentali di livello inferiore, come i sottufficiali degli eserciti di oggi o gli antichi centurioni romani, erano estremamente importanti per il morale e la disciplina: es. prima dello scontro a Isandlwana frenarono la corsa frenetica dei guerrieri desiderosi di aggredire gli inglesi e stabilizzarono poi le unità che vacillavano sotto il fuoco nemico durante la battaglia.

#### Gli Zulu nell'era della polvere da sparo

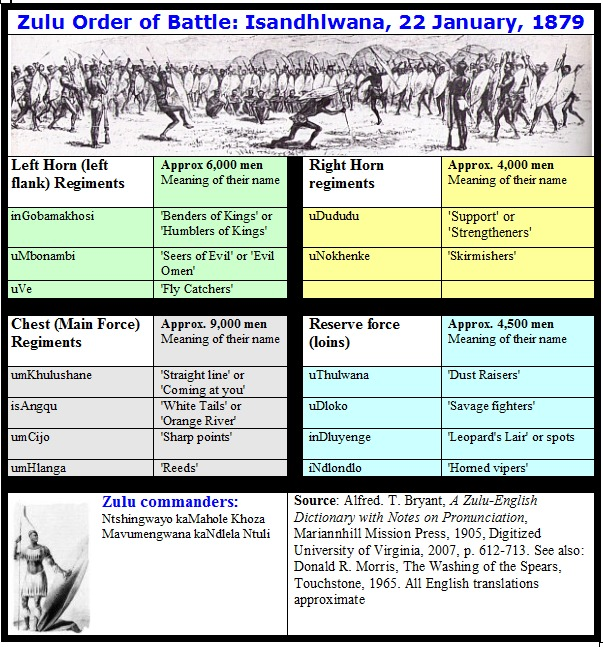
A Isandhlawana, gli impi zulu ottennero la loro più grande vittoria, liquidando una parte significativa della forza di invasione britannica. Più ufficiali britannici furono uccisi a Isandlawana dagli Zulu, che Napoleone ucciso a Waterloo.

Vittorie. Il sistema Zulu abbracciava sia l'era della lancia che quella della polvere da sparo e esemplificava il tipico risultato in Africa quando gli eserciti nativi si confrontavano con le forze europee armate di armi moderne. A differenza di molti altri eserciti nativi, tuttavia, gli Zulu ottennero una delle più grandi vittorie africane sulle forze coloniali, annientando una colonna britannica a Isandlawana e quasi sopraffacendo un distaccamento a Rorke's Drift. Procedendo a un ritmo più tranquillo rispetto alle loro presunte 50 miglia al giorno, un grande impi si avvicinò al campo britannico quasi inosservato, in unità disperse che nascondevano tutta la sua forza. La forza totale fu concentrata e posizionata in un profondo burrone vicino alla posizione nemica, in attesa che i presagi fossero buoni per un assalto. Scoperto da una pattuglia di cavalleria britannica, l'intero impi balzò in piedi come un solo uomo e lanciò il loro attacco da circa 4 miglia di distanza, nella loro classica formazione a "corna di bufalo".
Morris sostiene che nella situazione fluida, i generali Zulu al comando lottarono per modellare la battaglia e posizionare le loro forze nell'ordine corretto mentre i guerrieri avanzavano ma riuscirono a trattenere solo un corpo (Undi) e un reggimento (uDloko) che era stato localizzato un miglio dietro il corpo principale. McBride (1976) sostiene che i comandanti Zulu erano già ben informati dai loro esploratori (izinhloli) delle disposizioni britanniche e il loro posizionamento preliminare e il classico dispiegamento di "corna di bufalo" avrebbero plasmato la battaglia risultante nonostante l'inizio anticipato, con il corno destro che aggirava la montagna per attaccare da dietro, il corno sinistro che bloccava le giubbe rosse e tagliava la loro via di fuga, il petto che sferzava il colpo principale e i lombi trattenuti di riserva dalla corsa iniziale. Queste riserve avrebbero quindi inseguito i fuggitivi e si sarebbero scontrati con i difensori britannici di Rorke's Drift. Qualunque siano gli aggiustamenti finali fatti, entrambi gli scrittori mostrano che la forza zulu, nonostante tutto il suo entusiasmo, non era un'orda selvaggia, ma una formazione disciplinata che si muoveva in combattimento secondo il suo addestramento.
L'attacco è stato accolto da fucili britannici, razzi e fuoco d'artiglieria che hanno fatto vacillare parte dell'avanzata. Gli inglesi, tuttavia, avevano diviso le loro forze, parte delle quali erano alla ricerca del principale esercito zulu che si materializzò alle loro spalle a Isandlwana e mosse rapidamente contro di loro. La posizione ed il dispiegamento sfavorevole delle truppe britanniche (es. l'impossibilità di organizzare un laager) e le ardenti esortazioni degli inDuna delle impi hanno incoraggiato gli zulu a continuare ad attaccare. Quando la pressione delle formazioni africana in manovra sgretolò la linea di giubbe rosse, le corna zulu si sollevarono attraverso e intorno agli spazi vuoti, annientando i difensori del campo. Alcuni storici sostengono che molto eco fu dato alla relativamente piccola battaglia di Rorke's Drift per distogliere l'attenzione dal disastro di Isandhlwana, dove gli Zulu hanno chiaramente superato in astuzia gli inglesi e hanno attirato le giubbe rosse dividendone le forze con azioni diversive intorno a Magogo Hills e Mangeni Falls. Queste mosse videro Chelmsford guidare un consistente distaccamento alla ricerca dell'elusivo "impi principale" lasciando metà del suo esercito dietro al campo di Isandhlwana.
Fu a Isandlwana che la forza principale si materializzò inosservata per liquidare i loro nemici. Sostengono anche che la principale forza Zulu non era un'orda spaventata che si limitava a caricare quando veniva scoperta ma era già stata posizionata per la grande carica. La liquidazione di quasi 1.000 soldati europei con armi moderne da parte dei lancieri africani ha suscitato incredulità e tumulto in Gran Bretagna. A parte le perdite di regolari britannici e forze indigene di supporto, gli impi uccisero più ufficiali britannici a Isandlawana di quanti Napoleone ne uccise a Waterloo. Lo storico John Laband sostiene anche che la marcia d'avvicinamento degli Zulu alla battaglia sia stata eccellente, che ha schermato il loro movimento finale attraverso il volto della forza di opposizione e ha approfittato del fatale sputo di Chelmsford sulla forza combattente britannica:
"Nel frattempo, i comandanti zulu congiunti, che avevano effettivamente preso in considerazione una marcia di fianco a est di Chelmsford per unirsi a Matshana e tagliare la colonna britannica fuori dal Natal, decisero invece di approfittare della divisione delle forze del generale. Distaccarono uomini per rinforzare Matshana, ma la sera stessa del 21 gennaio e durante la successiva trasferirono l'esercito principale attraverso il fronte britannico al profondo rifugio della valle di Ngwebeni. Questa è stata davvero una manovra magistrale. L'amabutho si muoveva rapidamente in piccole unità, nascoste principalmente dal campo di Isandlwana a nove miglia di distanza dalle Alture di Nyoni. Le pattuglie a cavallo britanniche che avvistarono alcune delle unità Zulu apparentemente isolate non avevano la minima idea che un intero esercito fosse in movimento."
Sconfitta. Il successo a lungo termine degli Zulu contro una potenza mondiale era opinabile. Anche nella vittoria, a Isandlwana gli Zulu avevano subito pesanti perdite e l'efficacia delle lance e di alcuni uomini armati non addestrati contro i fucili moderni, le mitragliatrici e l'artiglieria era in definitiva limitata. Nei suoi precedenti incontri con visitatori europei nel suo regno, il re zulu Shaka aveva liquidato le armi da fuoco come inefficaci contro la carica ammassata delle impi. A Isandlawana, il vanto del monarca era vero, e non era irragionevole, visti i moschetti commerciali obsoleti a fuoco lento, a volte malfunzionanti, che gli europei dimostravano. Ma mentre la Guerra Zulu continuava, il fuoco ammassato dei fucili e dell'artiglieria ruppe ripetutamente la schiena degli attacchi Zulu, poiché continuavano ad assaltare posizioni pesantemente fortificate e non riuscivano a usare efficacemente le armi da fuoco catturate. Nonostante le precedenti sconfitte da parte dei Boeri con le armi, quattro decenni prima, gli Zulu non si erano sufficientemente adattati alla realtà della potenza di fuoco sul campo di battaglia. Inoltre, non riuscirono a tagliare efficacemente le linee di rifornimento vulnerabili dei loro nemici, lasciando praticamente intatta l'area posteriore del Natal.
Come anticipato, molti eserciti africani non avevano grandi riserve di personale combattente. La guerra esercitò un'enorme pressione sulle risorse di manodopera relativamente limitate degli Zulu, un modello ripetuto in tutta l'Africa dove regni relativamente piccoli si scontrarono con stati europei come la Gran Bretagna o la Francia. A Isandhlwana, per esempio, la forza principale zulu aveva marciato per tre giorni di fila, senza mangiare gli ultimi due. Mentre i reggimenti si schieravano per l'attacco, avevano una corsa di quattro miglia per raggiungere il campo britannico, prima di entrare nella battaglia immediata. La forza di riserva delle impi, il reggimento uDokolo, aveva un'altra corsa di dodici miglia da fare subito dopo, quando attaccò la posizione fortificata britannica per dieci ore di fila. Tale intensità non poteva essere sostenuta con la forza combattente e la logistica disponibili. Nella battaglia finale di Ulundi, le formazioni Zulu esaurite effettuarono un attacco relativamente debole prima di essere disperse. Alcuni storici ritengono che la vittoria di Ulindi fu simbolica (gli Inglesi si ritirarono subito), dettata dalla necessità per Lord Chelmsford di lavare l'onta di Isandlwana per dimettersi con onore. La fine della guerra vide gli Zulu conservare le loro terre.
"Vista in termini di fini politici per i quali fu combattuta la guerra, la battaglia di Ulundi, come la stessa campagna nello Zululand, fu un fallimento. L'efficacia della resistenza Zulu aveva distrutto la politica che aveva portato alla guerra e screditato i responsabili. L'unico punto su cui tutti i bianchi erano d'accordo era che nello Zululand era necessaria una qualche forma di vittoria militare salva-faccia. Ulundi era quella vittoria militare simbolica. Non pose fine alla guerra nello Zululand: la pace fu raggiunta da Sir Garnet Wolseley che, mentre Chelmsford fuggiva dal paese, entrò nello Zululand proclamando che se gli Zulu fossero tornati alle loro case sarebbero stati lasciati in pieno possesso della loro terra e delle loro proprietà . Entro luglio 1879 entrambe le parti desideravano la fine delle ostilità. Per ragioni di economia, a causa delle esigenze militari altrove e del capitale politico ricavato dalla guerra, il governo britannico voleva porre fine a questa imbarazzante dimostrazione di inettitudine militare. Ogni possibilità di una facile conquista militare dell'intero territorio sembrava esigua: l'esercito era vincolato alle sue inadeguate linee di rifornimento, e la conquista avrebbe richiesto un cambiamento di strategia e tattica che presupponeva un cambio di comando militare. Era più facile ed economico elevare Ulundi al rango di una schiacciante vittoria militare e abbandonare i piani per soggiogare il popolo Zulu piuttosto che creare la forza di unità mobili di raddrizzamento che sarebbero state necessarie per conquistare completamente gli Zulu."

#### Influenza del sistema Zulu
Il sistema militare Zulu trasformò vaste aree del continente, dall'Africa sudorientale a quella orientale e centrale, attraverso la guerra dirompente scoppiata durante il regno del re zulu Shaka. La distruzione, nota come Mfecane, ebbe diverse cause, ma creò diverse nazioni potenti nella sua scia, come gli Swazi, i Nebebele, gli Shangaan e altri. Molti di questi nuovi poteri hanno copiato metodi, armi e tattiche Zulu e hanno visto una certa misura di successo contro gli avversari sia indigeni che stranieri. Gli Shangaan, ad esempio, fondati dal condottiero Soshangane, dovevano migrare in quello che oggi è il Mozambico e costringere i portoghesi a pagare loro un tributo.

### Cavalli, fucili e adattamento indigeno in Sudafrica
Il potente sistema di cavalli e fucili dei Boeri. Anche se non indigena del Continente Nero, il sistema militare dei Boeri, basato su truppe di cavalieri armati di carabina e sulla "fortezza dei carri" (laager), influenzò profondamente la storia militare del Sudafrica. La cavalleria permise ai Boeri di battere o combattere un'ampia varietà di nemici africani, anche se al netto di alcune sconfitte. Abili cavalieri e ottimi tiratori, i Boeri si sono comportati bene in una varietà di situazioni tattiche, sia contro i nemici africani sia contro le forze britanniche. Sorsero pertanto diversi gruppi che emularono il sistema dei carabinieri a cavallo. Tra questi spiccavano gli emarginati, il prodotto meticcio o di razza mista dell'interazione olandese e africana, e/o alleanze con altri elementi tribali espropriati: popoli come Griqua, Bergnaars, Koranna e Basters . Acquisendo armi e cavalcature nel corso del tempo, anche loro cominciarono a ritagliarsi una propria sfera di influenza nella regione, combattendo alternativamente Boeri, Bantu e Britannici in vari momenti della loro storia.
Ascesa del sistema Basotho. Diversi regni tribali come Tlokoa, Pedi e Basotho acquisirono cavalli e carabine, nonostante la collaborazione tra i Boeri e i Britannici della Colonia del Capo per impedire tali trasferimenti di tecnologie. I Basotho, un piccolo gruppo tribale minacciato dagli Zulu, dagli Ndebele e dagli Europei, sepper fare proprio il sistema militare boero e portarono avanti un complesso mix di guerra e diplomazia per respingere i loro nemici. Divennero abili cavalieri e col tempo selezionarono una razza dura e resistente di cavalli, i pony Basuto. I Basotho equipaggiarono i loro cavalieri con fucili, sebbene la tradizionale lancia, l'ascia da battaglia e il knobkerrie (mazza) continuarono ad essere in uso. La maggior parte delle armi da fuoco erano a pietra focaia di bassa qualità e le munizioni e la polvere da sparo erano solitamente scarse. La precisione di tiro secondo gli osservatori europei contemporanei non era buona come quella dei Boeri. I guerrieri tribali facevano molto affidamento anche sulle fortificazioni del loro paese montuoso, la più famosa delle quali era Thaba Boisu, la capitale fortezza del loro re Moshoeshoe.
Battaglie contro le forze inglesi e boere. I Basotho si scontrarono con diversi nemici per mantenere la loro fragile indipendenza. Nel 1840 combatterono contro i Tlokwa, anch'essi a cavallo, e contro i Nedebele influenzati dagli Zulu, che erano principalmente fanteria. Nel 1851, una forza coloniale britannica lanciò una spedizione nel paese di Sotho e fu sonoramente sconfitta nella battaglia di Kononyaba (o Viervoet). Contro gli Inglesi, che schierarono un pezzo d'artiglieria, la lancia e l'ascia da battaglia si dimostrarono più utili dei cannoni quando i Sotho strinsero gli inglesi sulla cima di una montagna. La vittoria fu ottenuta con il corpo a corpo. Quest'incidente fornì una riduzione significativa del potere britannico nell'area. L'anno successivo, un'altra forza britannica ritentò il colpo e fu parimenti sconfitta, questa volta da un ampio dispiegamento di cavalleria Sotho. Ad un certo punto della battaglia, circa 6.000 cavalieri Basotho lanciarono una carica contro la formazione britannica. Furono respinti dal fuoco dei fucili e dell'artiglieria. Tuttavia, i reggimenti tribali controllavano il campo alla fine della giornata e gli inglesi si ritirarono.
Il divieto coloniale di vendita delle armi da fuoco agli Africani (1850) costrinse i Basotho a cercare disperatamente di fabbricare le proprie cartucce e polvere da sparo con l'assistenza di disertori europei. I risultati furono scarsi quando un'invasione boera dallo Stato Libero di Orange li minacciò nel 1858. i Boeri erano armati con moderni fucili a retrocarica e diversi pezzi d'artiglieria e la loro potenza di fuoco strappò un pesante tributo ai guerrieri tribali. I Basotho si ritirarono nelle loro roccaforti di montagna, in particolare Thaba Boisiu, e iniziò l'assedio. I contrattacchi dalla fortezza ebbero un certo successo, con un'incursione che uccise 30 nemici, e l'assedio mutò in uno stallo. Alla fine, i Boeri furono costretti a ritirarsi quando i Basotho inviarono cavalieri a razziare fattorie e campi dietro le loro linee.
Un'altra invasione boera nel 1867 fu più pericolosa per i Basotho. Gli europei avevano potenziato i loro fucili, ottenuto artiglieria più potente e aumentato il loro numero con volontari bianchi provenienti da tutto il Sudafrica. Ancora una volta, confluirono su Thaba Boisu, liquidando le roccaforti locali lungo la strada. Un primo assalto alla fortezza si concluse con un fallimento. Un secondo respinse i Basotho dalle loro avanzate linee di difesa ma rimase anche impantanato. Un terzo si bloccò quando un leader boero fu ucciso. Il conflitto si trascinò per sei mesi mentre i Boeri devastavano il territorio del Basotho, sequestrando bestiame, persone e bruciando i raccolti per mettere in ginocchio gli avversari. All'inizio del 1868, tuttavia, Moshoeshoe convinse gli Inglesi a intervenire e pose il suo regno sotto la protezione della Corona Britannica. Ciò pose fine all'assedio boero anche se un successivo trattato trasferì terra Basotho ai loro nemici.
La "Guerra delle armi" – sconfitta delle forze coloniali. I Basotho continuarono a usare i loro carabinieri sotto il nuovo regime coloniale britannico per mantenere la loro indipendenza. Nel 1880, il loro territorio fu annesso alla Colonia del Capo e una spedizione punitiva di 800 truppe bianche e 1500 alleati africani fu inviata per schiacciare l'opposizione di un Moorosi, un capo dissidente Sotho. Moorosi raccolse circa 300 uomini armati in una forte posizione in cima a una montagna e combatté le forze coloniali per oltre otto mesi. Dopo tre grandi assalti e continui bombardamenti d'artiglieria, la posizione fu invasa, Moroosi ucciso e le sue terre confiscate. Mentre infuriava la lotta con Moorosi, le autorità coloniali riservarono parte del Basutoland per l'insediamento dei bianchi e chiesero a tutti i nativi di consegnare le armi da fuoco. Questa richiesta fu respinta e un'altra spedizione britannica fu inviata per amministrare il mandato, scatenando la cosiddetta "Guerra delle armi". I cavalieri Sotho tuttavia usavano un mix flessibile di tattiche: posizioni difensive su colline fortificate, attacchi contro centri amministrativi del regime coloniale e uso frequente di attacchi di guerriglia e imboscate contro colonne coloniali pesanti, in particolare una colonna di lancieri britannici a Qalabani. La combinazione di mobilità, potenza di fuoco, imboscate e colpi mordi e fuggi fermò o sconfisse i nemici dei Basotho per quasi un anno. Bloccato, l'esercito coloniale britannico e la richiesta di disarmo furono ritirati.
Fine degli equilibri regionali. Mentre altri gruppi africani si adattarono ai cavalli e ai fucili, lo stato Basotho mantenne con successo una misura di indipendenza dai molti nemici che cercavano di distruggerlo. Il caso Basotho dimostra ancora una volta la complessità dei sistemi militari africani, spesso concepiti principalmente in termini di orde di fanti attaccanti armati di lancia. Un quadro più completo deve includere la tradizione della cavalleria, sia nel sud sia nell'Africa occidentale, e deve tenere conto dello stile difensivo alternativo e tattico di popoli come Shona e Basotho. Il caso dei Basotho, degli Zulu, degli Xhosa e di altri popoli mostra anche che i militari indigeni potevano imparare e adattarsi, ottenendo prestazioni credibili anche nel XIX secolo. Alcuni storici notano che in Africa meridionale prevaleva un approssimativo equilibrio di potere, con i sistemi militari nativi che generalmente reggevano il confronto con le forze europee e le imposte coloniali locali. L'intervento più pesante delle potenze imperiali, tuttavia, soffocò il libero mercato delle armi da fuoco e portò allo spiegamento di truppe imperiali regolari con moderni fucili a ripetizione, artiglieria e mitragliatrici. Tali truppe imperiali, a loro volta, avrebbero anche schiacciato il potere boero durante la guerra boera, intorno al 1899-1902.

### Adattarsi alle armi moderne: gli Etiopi ad Adua

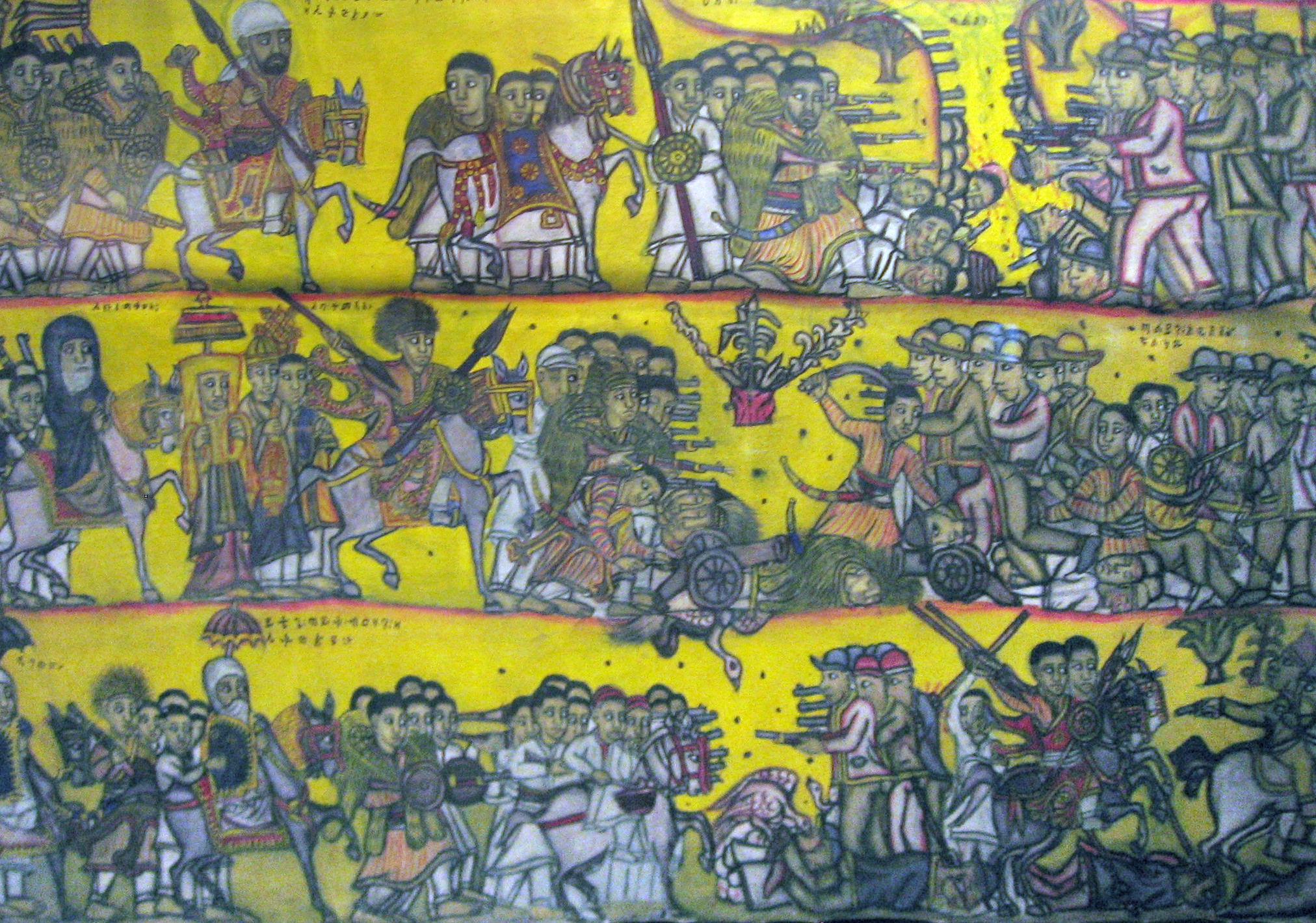
La competenza nel maneggiare i fucili e l'artiglieria moderni aiutò gli etiopi nella storica sconfitta degli italiani ad Adua. L'artiglieria etiope, ad esempio, superò le batterie italiane a un certo punto dello scontro.

La vittoria etiope ad Adua dimostrò la crescente competenza delle forze africane nell'uso della sempre più fondamentale arma da fuoco. Dolorose lezioni sull'efficienza della potenza di fuoco rigata erano state impartite alle forze etiopi in precedenti scontri con gli eserciti europei. Nella battaglia di Magdala (1868), ad esempio, le raffiche britanniche dei fucili a retrocarica misero in fuga le truppe dell'imperatore Teodoro II d'Etiopia e la campagna si concluse con la sua morte e la cattura della sua capitale.
Adattamenti alle armi moderne. Il successore di Teodoro, Giovanni IV, fu sostenuto dagli inglesi e ricevette 500.000 sterline d'equipaggiamento militare che mise a frutto contro una varietà di nemici: i dervisci del Mahdi del Sudan e l'Italia nella battaglia di Dogali (1887). Nel 1875 e nel 1876, le truppe di Giovanni sconfissero anche consistenti eserciti egiziani addestrati e comandati da mercenari europei e veterani della guerra civile americana. Gli egiziani erano stati equipaggiati con fucili Remington, artiglieria Krupp, mitragliatrici Gatling e lanciarazzi. Questo materiale passò alle forze etiopi vittoriose e gli artiglieri egiziani catturati furono arruolati per addestrare gli etiopi a usare la nuova tecnologia. Il successore di Giovanni, Menelik II, continuò l'accumulo d'armi e negli anni 1890 disponeva d'una potente forza combattente oltre che di un numero enorme di fanti.
Furono anche stabiliti legami militari e diplomatici con altre nazioni come la Russia imperiale (missione militare principale in tempo di guerra Nikolay Leontiev). Un assortimento di personale militare straniero consigliò gli Etiopi durante il loro ammodernamento ed un ruolo speciale fu svolto dai Russi. Quindi il comando di Little Leontiev dei volontari russi e dei consiglieri poteva essere i partecipanti diretti di battaglia vicino ad Adwa in composizione l'esercito etiope (meno di cinquanta). In conformità con l'ordine dell'imperatore d'Etiopia, Leontiev organizzò direttamente il primo battaglione della Forza di difesa nazionale etiope e lo presentò a Menelik II nel febbraio 1899. Leontiev formò un primo battaglione regolare, il cui nucleo divenne la compagnia di volontari degli ex-Tirailleurs sénégalais (delusi o inaffidabili per le autorità coloniali) che scelse e invitò dall'Africa occidentale ove furono addestrati da ufficiali russi e francesi. Contemporaneamente fu organizzata la prima orchestra militare etiope.
Lo storico Bruce Vandervort osservò che circa 100.000 soldati etiopi hanno combattuto ad Adua, con circa 70.000 di loro armati di moderni fucili a ripetizione. La maggior parte di questi erano fanteria. I restanti 30.000 uomini combatterono con armi tradizionali: lancia, spada e scudo di pelle di bufalo. Gli etiopi schierarono anche un certo numero di mitragliatrici e furono gli unici africani ad impiegare l'artiglieria in qualsiasi misura durante le guerre coloniali. Alcuni dei loro artiglieri erano stranieri, ma molti erano artiglieri indigeni che rilevarono le batterie catturate agli Egiziani. Le prestazioni dell'artiglieria si rivelarono un fattore chiave nella vittoria etiope. La loro "artiglieria Hotchkiss dal fuoco rapido costrinse la resa di un forte italiano nel periodo precedente alla battaglia di Adua e di fatto superò una batteria italiana in un punto cruciale durante la battaglia stessa." Per molti versi, l'esercito etiope ad Adua era un esercito tradizionale che mancava della base industriale e dell'elaborato apparato militare della tipica forza europea. Tuttavia, avevano acquisito la competenza necessaria tramite lunghi anni di campagne promosse da vari imperatori.
"Nel complesso, l'esercito etiope era formidabile sotto tutti i punti di vista. I suoi duri combattenti erano maestri sia di schermaglie, sia di imboscate che di azioni d'urto. Una combinazione rara per gli standard africani e che spesso ha causato spiacevoli sorprese ai nemici dell'Etiopia."
Tale competenza tuttavia mascherava molte debolezze interne, inclusa una logistica scadente e la mancanza di una standardizzazione avanzata nell'organizzazione. Prima della battaglia, ad esempio, l'Imperatore stava considerando di lasciare il campo a causa delle scarse scorte. Tali carenze avrebbero pesato pesantemente contro le forze indigene negli anni successivi di fronte a una nuova invasione italiana sotto Mussolini negli anni '30. Tuttavia, nel giorno di Adua, gli etiopi erano estremamente pronti per la lotta.
La battaglia di Adua. La forza italiana, stimata in 18.000 unità complessive (15.000 soldati europei supportati da un numero inferiore di 3.000 Àscari africani), era in pesante inferiorità numerica ma aveva buoni fucili e circa 56 pezzi di artiglieria, oltre ad unità di alta qualità (Bersaglieri e Alpini). Prima dello scontro, il comandante Oreste Baratieri fece erigere una fortificazione, sperando d'indurre gli Etiopi ad attaccarlo ma Menelik non ci cascò e ne seguì uno stallo. Le sollecitazioni da Roma spinsero Bartieri ad avanzare contro il concentramento etiope ad Adua. L'imperatore stava valutando la possibilità di ritirarsi poiché le scorte si stavano esaurendo ma sperava anche che con una manovra avrebbe attirato i suoi avversari.
L'avanzata italiana preparò il terreno per la battaglia. Il loro movimento in avanti su Adua fu confuso e le loro colonne si separarono. Le truppe etiopi si posizionarono per intercettare il nemico e, coperte da un accurato fuoco di artiglieria, lanciarono un feroce attacco che approfittò di questa vulnerabilità, arrotolando la linea italiana con continua pressione. Uccisero oltre 3.000 italiani e ne ferirono centinaia, mentre 2.000 ascari furono uccisi e oltre 1.000 feriti. Altri 954 soldati italiani furono dispersi in azione e l'esercito perse circa 11.000 fucili, tutti i suoi 56 pezzi di artiglieria, e sopportò attacchi di guerriglia mentre si ritirava dalla zona. Le perdite etiopi furono circa 7.000 morti e 10.000 feriti. Furono catturati migliaia di prigionieri europei e il governo italiano pagò circa 10 milioni di lire come risarcimento per i sopravvissuti alla sconfitta. Circa 800 ascari incontrarono un destino più brutale: considerati traditori, furono mutilati della mano destra e del piede sinistro. Sebbene gli etiopi avrebbero avuto meno successo già 40 anni dopo contro le truppe di Mussolini, la vittoria ad Adua che ripeté il più piccolo trionfo a Dogali di circa 9 anni prima divenne una pietra miliare nella storia militare africana.
Significato della vittoria di Adua. La notizia del disastro causò in Italia la caduta del governo Crispi e disordini nelle aree urbane. Lo shock di Adua superò lo shock britannico a Isandhlwana, con entrambi i disastri amplificati dalla consapevolezza che le forze armate con armi medievali avevano sconfitto i moderni regolari europei in campo aperto. Come osserva uno storico italiano:
"Era la realizzazione che la loro fede nella loro superiorità sui "neri" era un'illusione. Un intero ethos spavaldo di conquista si è infranto davanti agli occhi dei soldati che hanno visto spegnersi in poche ore migliaia di vite umane in una terra straniera e ostile senza possibilità di difesa, che hanno ceduto davanti a un popolo ridotto a semi - selvaggi ai loro occhi, che furono sconfitti da un esercito africano raffigurato fino alla vigilia della battaglia come disorganizzato, male armato e incapace di formulare una strategia."
Mentre Adua ha attirato molta attenzione in senso politico e nazionalista africano, uno storico militare occidentale osserva che la battaglia fu un affare relativamente costoso per un esercito europeo in termini di rapporto di forza vittime, anzi una delle battaglie più proporzionalmente costose del XIX secolo.
"L'esercito di Baratieri ha subito il 50% di perdite, di gran lunga superiori a quelle subite dai partecipanti a qualsiasi altra grande battaglia del diciannovesimo secolo. Eylau, il più grande salasso dell'era napoleonica, costò all'esercito francese il 33,8% di vittime e le sue perdite a Waterloo furono poco meno del 30%. "Macello, carneficina, strage" sono le parole che ricorrono nella memoria dei combattenti italiani ad Adua."

## Riepilogo

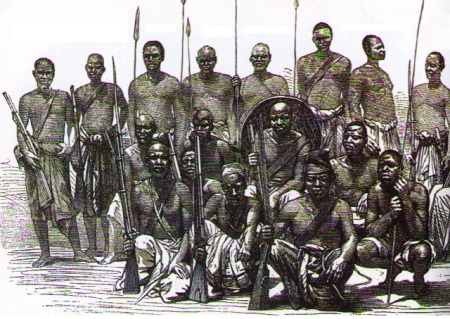
Il XIX secolo ha visto un processo dinamico di innovazione e sviluppo militare indigeno, non semplicemente colonialismo.

I sistemi militari del continente durante il XIX secolo illustrano la complessità delle epoche precedenti, a cui si è aggiunto il ritmo e il peso crescenti del colonialismo europeo. Questi sistemi sfidano la facile categorizzazione e rappresentazione dei media e dell'immaginazione popolari, spesso stereotipati in termini di orde a piedi che caricano selvaggiamente, ignorando le tradizioni di tiro con l'arco e di cavalleria consolidate del continente. Come notato da uno storico occidentale, ad esempio, l'idea di innumerevoli lancieri attaccanti è un mito. Le risorse umane erano spesso limitate. Nel 19º secolo, nazioni europee come la Prussia potevano mettere circa 300.000 uomini in una singola campagna. Solo gli etiopi di Adua con i loro 100.000 effettivi si avvicinavano a questo livello di mobilitazione: "le orde selvagge della tradizione popolare si materializzavano raramente sui campi di battaglia africani". A volte, tuttavia, le concentrazioni di truppe locali per la battaglia potrebbero essere piuttosto consistenti, confrontandole favorevolmente con i numeri disponibili negli stati europei più piccoli o su alcuni campi di battaglia europei. Ad esempio, sono documentate forze di combattimento di circa 12.000-13.000 cavalieri per un regno nell'Africa occidentale precoloniale, paragonabili ai numeri che Napoleone avrebbe schierato a Waterloo.
L'organizzazione militare indigena comprende anche la consistente cavalleria o tradizione a cavallo dell'Africa, dai cavalieri corazzati dell'Africa occidentale, ai cavalieri del deserto del Nord Africa, ai combattenti a cavallo dei Basotho nelle loro ridotte meridionali. Sulle acque del continente vanno contabilizzate le attività navali, non semplici trasporti di canoe, ma navi da combattimento, porti e sbarchi di truppe coperte da frecce avvelenate, proiettili e palle di cannone. Diversi stili di guerra e modalità di organizzazione sono dimostrati anche dai sistemi indigeni, dalla paziente tattica difensiva dei Basotho, agli elaborati eserciti degli Ashanti, alle ampie corna offensive degli Zulu impi, e ai lunghi stili di guerriglia e tiro con l'arco dei popoli della foresta come i Lobi, o San (Boscimani) più a sud. Per quanto riguarda gli stili di organizzazione, si possono osservare approcci diversi nelle diverse epoche. Tra i regni Kongo del XVIII secolo, ad esempio, fu schierato un misto di tipi di unità: fanteria pesante con forti scudi, ad esempio, sostenuta da contingenti più leggeri armati di archi e lance. Sono state mantenute anche unità speciali di truppe d'élite e guardie del corpo. Tuttavia, come le legioni romane riorganizzate dell'antichità, il successivo sistema Zulu fece a meno di tali distinzioni a favore di un'organizzazione e di un metodo di combattimento semplificati. Tali metodi standardizzati dovevano essere copiati da altre tribù e dovevano dominare o influenzare gran parte dell'Africa meridionale e oltre durante il XIX secolo. Tale complessità illustra ancora una volta che i sistemi militari africani non possono essere concepiti in termini statici e unidimensionali.
L'introduzione delle armi da fuoco non racconta l'intera storia del XIX secolo a causa del loro impatto misto e dell'uso in molte regioni. In effetti, alcuni storici sostengono che la semplice tecnologia avanzata non sia stata l'unico fattore decisivo nell'esito di molte conquiste coloniali. Più importante era la natura divisa e frammentata di molti piccoli gruppi politici africani che consentivano loro di essere sconfitti separatamente dai loro nemici. Tale frammentazione non è unica per l'Africa. La Germania, ad esempio, nel 1815, fu divisa in oltre 30 stati separati. Nonostante queste debolezze, fino alla seconda parte del secolo, molte forze indigene resistettero fino all'avvento dell'artiglieria moderna, delle mitragliatrici e dei fucili.

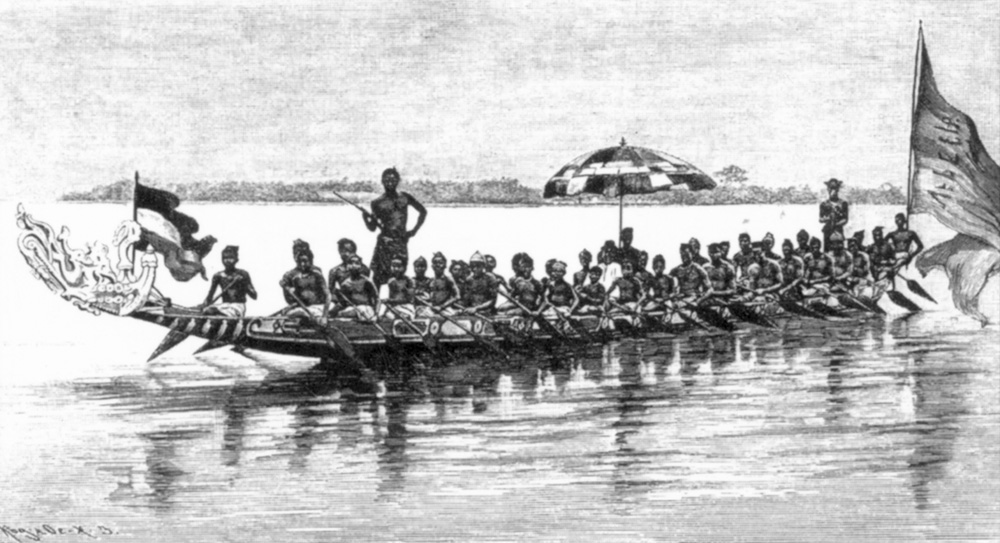
Canoa da guerra Duala, Camerun, 1884

Anche il XIX secolo non può essere visto semplicemente in termini di piani o schemi europei, sostengono alcuni storici. Invece, gli stati africani stavano eseguendo i propri programmi, in base a qualunque fattore interno ritenessero rilevante. Tali fattori e attori interni (Shaka per esempio) hanno scatenato una serie di conflitti significativi nel continente. Le potenze europee a volte hanno dovuto reagire a questi sviluppi interni piuttosto che attuare schemi precisi e prestabiliti. Quindi la Gran Bretagna inizialmente aveva scarso interesse per il Sudan, ma le vaste conquiste del Mahdi la costrinsero ad agire per salvaguardare in parte la sua posizione in Egitto e la rotta strategica del Mar Rosso verso altre parti dell'impero. Nel caso della Guerra Zulu, alcuni storici l'hanno definita "un'aggressione non autorizzata condotta per ragioni di strategia geopolitica" e sostengono che l'interesse principale della Gran Bretagna fosse salvaguardare il Capo di Buona Speranza come base strategica e rotta per l'India. Ciò significava il controllo dei porti della regione – Cape Town, Simonstown e Durban – e la liquidazione di potenziali minacce provenienti dall'entroterra come il regno Zulu. Questa strategia fallì in parte quando gli Zulu scelsero di andare in guerra piuttosto che essere annessi. In breve, piuttosto che essere semplici attori passivi in attesa della colonizzazione, i controllori dei sistemi militari indigeni stavano sviluppando nuove forme di organizzazione, perfezionando quelle esistenti o adattando quelle vecchie per adattarsi alle mutevoli opportunità e alla tecnologia avanzata. I loro successi, fallimenti, metodi e stili fanno parte del complesso modello delle arti militari nel continente.